# Щуча
Щу́ча (рос. Щу́чья) — річка у Росії, ліва притока Обі, тече у Ямало-Ненецькому автономному окрузі за Полярним колом.

## Фізіографія
Щуча бере початок у гірському озері Велике Щуче, розташованому у горах Полярного Уралу на західному краї Приуральського району Ямало-Ненецького автономного округу на висоті 166 м над рівнем моря. У витоку носить назву Велика Щуча, але вже за 4 км після витоку зливається з правою притокою Малою Щучою, утворюючи власне Щучу. Мала Щуча також витікає з гірського озера, Малого Щучого, яке розташоване на висоті 287 м.
У верхів'ях Щуча тече як типова гірська річка серед гір Полярного Уралу майже точно на захід, і невдовзі виходить на заболочену тундрову передгірну рівнину. Тут її плин уповільнюється, русло починає утворювати меандри. Річка сильно петляє по південній частині півострова Ямал між відрогів Уральських гір, подекуди роблячи різкі завороти і міняючи напрямок на протилежний. Довколишня місцевість сильно розчленована і покрита великою кількістю дрібних озер.
Перед впадінням в Об річка остаточно міняє напрямок на південний; нижче колишнього села Седельніково її русло розгалужується на рукави, утворюючи дельту. Щуча впадає в обську протоку Мала Об за 15 км до її остаточного злиття з основним руслом Обі і за 40 км до того місця, де Об починає розширюватись, утворюючи Обську губу, на висоті 1,3 м над рівнем моря. У гирлі річка має 150 м завширшки і глибину понад 4 м; швидкість плину 0,2 м/с. Праві рукави її дельти доходять до гирла Хадатияхи — останньої лівої притоки Обі, яка впадає в неї перед самим гирлом.
Найбільші притоки: Танловаяха — зліва, Мала Щуча і Велика Хадата — справа.

## Гідрологія
Довжина річки 565 км, площа басейну 12 300 км². Середньорічний стік, виміряний за 141 км від гирла біля села Щуче у 1944—1990 роках, становить 104 м³/с.
Річка замерзає у жовтні; з лютого до кінця квітня річка, як правило, перемерзає до дна, і стік по ній повністю припиняється. Скресає наприкінці травня — початку квітня; багаторічний максимум стоку спостерігається у червні (225 м³/с). За період спостережень абсолютний максимум місячного стоку (770 м³/с) спостерігався у червні 1957 року. Живлення снігове і дощове.

## Інфраструктура
Щуча судноплавна на 22 км від гирла до села Білоярськ.
Басейн Щучої майже повністю лежить у межах Приуральського району Ямало-Ненецького автономного округу, лише верхів'я деяких її лівих приток розташовані на території Ямальського району. На річці існує три постійних поселення: села Лаборова (744 жителів), Щуче (799 жит.) і Білоярськ (1766 жит.)
Приблизно за 15 км від села Лаборова річку перетинає залізничній міст залізниці Обська — Бованенково, яку будує «Газпром» з метою забезпечення розробки Бованенковського нафтогазоконденсатного родовища. Залізниця з'єднає віддалені райони півострова Ямал з залізничною мережею Росії.